# Domingo de Ugartechea
Domingo de Ugartechea (... – 24 maggio 1839) è stato un militare messicano, in particolare ufficiale dell'esercito. Ha partecipato alla rivoluzione texana, e in particolare nella Battaglia di Medina e nella Battaglia di Concepción.